# 2008年北京オリンピックのドイツ選手団
2008年北京オリンピックのドイツ選手団（2008ねんペキンオリンピックのドイツせんしゅだん）は、2008年8月8日から8月24日にかけて中国の北京を主として開催された2008年北京オリンピックのドイツ選手団、およびその競技結果。

## 概要
今大会は金メダル16個、銀メダル11個、銅メダル14個の合計41個のメダルを獲得した。

## メダル
| メダル | 選手名 | 競技                 | 種目                              |
| ------ | --- | -------------------- | --------------------------------- |
| 金     | ブリッタ・シュテフェン | 競泳                 | 女子50m自由形                     |
| 金     | ブリッタ・シュテフェン | 競泳                 | 女子100m自由形                    |
| 金     | フィリップ・ビッテ マクシミリアン・ミュラー セバスティアン・ビーデルラック カルロス・ネバド モリツ・フールステ ヤン-マルコ・モンターグ トビアス・ホイケ ティボル・バイセンボーン ベンヤミン・ベス ニクラス・マイネルト ティモ・ベス オリバー・コルン クリストファー・ツェラー マックス・バインホルト マティアス・ビッテウス フロリアン・ケラー フィリップ・ツェラー クリスティアン・シュルテ                    | ホッケー             | 男子                              |
| 金     | マティアス・シュタイナー | ウエイトリフティング | 男子105kg超級                     |
| 金     | ザビーネ・シュピッツ | 自転車               | 女子MTBクロスカントリー           |
| 金     | ハイケ・ケマー ナディーネ・カペルマン イザベル・ベルト | 馬術                 | 馬場馬術団体                      |
| 金     | ヒンリッヒ・ロマイケ | 馬術                 | 総合馬術個人                      |
| 金     | ヒンリッヒ・ロマイケ イングリッド・クリムケ アンドレアス・ディボウスキー フランク・エストルト ペーター・トムセン | 馬術                 | 総合馬術団体                      |
| 金     | ベンヤミン・クライブリンク | フェンシング         | 男子フルーレ個人                  |
| 金     | ブリッタ・ハイデマン | フェンシング         | 女子エペ個人                      |
| 金     | オーレ・ビショフ | 柔道                 | 男子81kg級                        |
| 金     | レナ・ショーネボルン | 近代五種             | 女子                              |
| 金     | ファニー・フィッシャー ニコル・ラインハルト カトリン・ワグナー＝アウグスティン コニー・ワスムート | カヌー               | 女子K4人乗り500m                  |
| 金     | アレクサンダー・グリム | カヌー               | 男子K1人乗り                      |
| 金     | マルティン・ホルスタイン アンドレアス・イーレ | カヌー               | 男子K2人乗り1000m                 |
| 金     | ヤン・フロデノ | トライアスロン       | 男子                              |
| 銀     | クリスティーナ・オーバークフォル | 陸上                 | 女子やり投                        |
| 銀     | パトリック・ホイスディンク ザスカ・クライン | 飛込                 | 男子10mシンクロ高飛込             |
| 銀     | アンネカトリン・ティエレ クリスティアネ・ヒュート | ボート               | 女子ダブルスカル                  |
| 銀     | オクサナ・チュソビチナ | 体操                 | 女子跳馬                          |
| 銀     | ミルコ・エングリッヒ | レスリング           | 男子グレコローマンスタイル96kg級  |
| 銀     | ロゲル・クルーゲ | 自転車               | 男子ポイントレース                |
| 銀     | ティモ・ボル ドミトリー・オフチャロフ クリスティアン・ズース | 卓球                 | 男子団体                          |
| 銀     | イザベル・ベルト | 馬術                 | 馬場馬術個人                      |
| 銀     | ラルフ・シューマン | 射撃                 | 男子25mラピッドファイアーピストル |
| 銀     | クリスティアン・ジレ トマシュ・ビレンツェク | カヌー               | 男子C2人乗り1000m                 |
| 銀     | ロナルト・ラウヘ ティム・ビースコッター | カヌー               | 男子K2人乗り500m                  |
| 銅     | トーマス・ルルツ | 競泳                 | 男子オープンウォータースイミング  |
| 銅     | ディッテ・コツィア ハイケ・フィッシャー | 飛込                 | 女子3mシンクロ飛板飛込            |
| 銅     | ナディネ・アンゲラー ケルシュティン・シュテーゲマン ザスキア・バルトゥジアク バベット・ペーター アニーケ・クラーン リンダ・ブレゾニク メラニー・ベーリンガー ザンドラ・スミゼク ビルギット・プリンツ レナーテ・リンゴル アーニャ・ミッターク ウルズラ・ホール セリア・オコイノ・ダ・ムバビ ジモーネ・ラウデール ファトミレ・バイラマイ コニー・ポーラーズ アリアーネ・ヒングスト ケルシュティン・ガーレフレケス | サッカー             | 女子                              |
| 銅     | ブリッタ・オッペルト マヌエラ・ルッツェ カトリン・ボロン シュテファニー・シラー | ボート               | 女子クオドルプルスカル            |
| 銅     | ファビアン・ハンビューヘン | 体操                 | 男子鉄棒                          |
| 銅     | ハンネス・ペコルト ヤン・ペーター・ペコルト | セーリング           | 男女混成49er級                    |
| 銅     | レネ・エンダース マキシミリアン・レヴィ シュテファン・ニムケ | 自転車               | 男子チームスプリント              |
| 銅     | ハイケ・ケマー | 馬術                 | 馬場馬術個人                      |
| 銅     | クリスチャン・ライツ | 射撃                 | 男子25mラピッドファイアーピストル |
| 銅     | ムンクバイヤー・ドリスレン | 射撃                 | 女子25mピストル                   |
| 銅     | クリスティン・ブリンカー | 射撃                 | 女子スキート                      |
| 銅     | クリスティアン・ジレ トマシュ・ビレンツェク | カヌー               | 男子C2人乗り500m                  |
| 銅     | ルッツ・アルテポスト ノルマン・ブルックル トルステン・エクブレット ビョルン・ゴルトシュミット | カヌー               | 男子K4人乗り1000m                 |
| 銅     | カトリン・ワグナー＝アウグスティン | カヌー               | 女子K1人乗り500m                  |

## 水泳

### 競泳
- 男子
  - ラフェド・エル＝マスリ：男子50m自由形 13位
- 女子
  - ブリッタ・シュテフェン：女子50m自由形 金メダル、女子100m自由形 金メダル、女子4×100mリレー 5位、女子4×100mメドレーリレー 9位

## バレーボール
- 男子：予選リーグB組5位

## 体操競技

### 体操
- 男子
  - 男子団体：団体総合4位
  - フィリップ・ボイ：床 54位、平行棒 44位、鉄棒 50位、吊輪 44位、あん馬 23位、個人総合 13位、団体総合 4位
  - マゼル・ニューエン：床 14位、平行棒 52位、鉄棒 46位、吊輪 39位、個人総合 49位、団体総合 4位
  - ファビアン・ハンビューヘン：床 4位、跳馬 10位、平行棒 4位、鉄棒 銅メダル、吊輪 33位、あん馬 67位、個人総合 7位、団体総合 4位
- 女子
  - 女子団体：団体総合12位
  - マリー＝ソフィー・ヒンデルマン：床 79位、段違い平行棒 74位、平均台 74位、個人総合 55位、団体総合 12位
  - オクサナ・チュソビチナ：跳馬 銀メダル、床 30位、段違い平行棒 27位、平均台 43位、個人総合 9位、団体総合 12位

## 自転車
- 男子
  - ゲラルト・シオレック：個人ロードレース
  - ベルト・グラプシュ：個人ロードレース、個人タイムトライアル
  - シュテファン・シューマッハー：個人ロードレース、個人タイムトライアル
  - イェンス・フォイクト：個人ロードレース
  - ファビアン・ヴェークマン：個人ロードレース
  - カルステン・ベルゲマン：個人スプリント、ケイリン
  - レネ・エンダース：個人スプリント、ケイリン
  - ロベルト・フェルステマン：個人スプリント、ケイリン
  - ロゲル・クルーゲ：ポイントレース、マディソン
  - マキシミリアン・レヴィ：個人スプリント、ケイリン
  - シュテファン・ニムケ：個人スプリント、ケイリン
  - オラフ・ポラック：ポイントレース、マディソン
  - マヌエル・フミック：マウンテンバイク
  - ヴォルフラム・クルシャト：マウンテンバイク
  - モーリツ・ミラツ：マウンテンバイク
- 女子
  - ユーディト・アルント：個人ロードレース、個人タイムトライアル
  - ハンカ・クフェルナーゲル：個人ロードレース、個人タイムトライアル
  - トリクシー・ヴォラック：個人ロードレース
  - ヴェレナ・ヨース：追抜き、ポイントレース
  - ザビーネ・シュピッツ：マウンテンバイク
  - アデルハイト・モラト：マウンテンバイク

## フェンシング
- 男子
  - ベンヤミン・クライブリンク：個人フルーレ 金メダル
  - ヴィラデッヘ・コートニー：個人サーブル 25位
- 女子
  - ブリッタ・ハイデマン：個人エペ 金メダル

## 柔道
- 男子
  - オーレ・ビショフ：81kg以下級 金メダル
  - ミヒャエル・ピンスケ：90kg以下級 初戦敗退
  - ベンヤミン・ベーラー：100kg以下級 敗者復活2回戦敗退
  - アンドレアス・テルツァー：100kg超級 敗者復活2回戦敗退
- 女子
  - ミヒャエラ・バシン：48kg以下級 敗者復活2回戦敗退
  - ロミー・タラングル：52kg以下級 敗者復活2回戦敗退
  - イボンヌ・ベニシュ：57kg以下級 敗者復活2回戦敗退
  - アナ・フォン・ハーニアー：63kg以下級 敗者復活2回戦敗退
  - アネット・ベーム：70kg以下級 5位
  - ハイデ・ウォラート：78kg以下級 敗者復活3回戦敗退
  - サンドラ・ケッペン：78kg超級 初戦敗退

## カヌー
- 男子
  - アレクサンダー・グリム：スラロームK1人乗り 金メダル
  - ヤン・ベンツィエン：スラロームC1人乗り 準決勝敗退
  - フェリックス・ミヒャエル：スラロームC2人乗り 6位
  - ゼバスティアン・ピエルジッヒ：スラロームC2人乗り 6位
  - アンドレアス・デトマー：フラットウォーターC1人乗り500m 準決勝敗退、フラットウォーターC1人乗り1000m 8位
  - ヨナス・エムス：フラットウォーターK1人乗り500m 準決勝敗退
  - マックス・ホッフ：フラットウォーターK1人乗り1000m 5位
  - クリスティアン・ジレ：フラットウォーターC2人乗り1000m 銀メダル、フラットウォーターC2人乗り500m 銅メダル
  - トマシュ・ビレンツェク：フラットウォーターC2人乗り1000m 銀メダル、フラットウォーターC2人乗り500m 銅メダル
  - ロナルト・ラウヘ：フラットウォーターK2人乗り500m 銀メダル
  - ティム・ビースコッター：フラットウォーターK2人乗り500m 銀メダル
  - ルッツ・アルテポスト：フラットウォーターK4人乗り1000m 銅メダル
  - ノルマン・ブルックル：フラットウォーターK4人乗り1000m 銅メダル
  - トルステン・エクブレット：フラットウォーターK4人乗り1000m 銅メダル
  - ビョルン・ゴルトシュミット：フラットウォーターK4人乗り1000m 銅メダル

- 女子
  - ジェニファー・コンガート：スラロームK1人乗り 準決勝敗退
  - ファニー・フィッシャー：フラットウォーターK4人乗り500m 金メダル、フラットウォーターK2人乗り500m 4位
  - ニコル・ラインハルト：フラットウォーターK4人乗り500m 金メダル、フラットウォーターK2人乗り500m 4位
  - カトリン・ワグナー＝アウグスティン：フラットウォーターK4人乗り500m 金メダル、フラットウォーターK1人乗り500m 銅メダル
  - コニー・ワスムート：フラットウォーターK4人乗り500m 金メダル